# Ádám Marosi
Ádám Marosi, född den 26 juli 1984 i Budapest, Ungern, är en ungersk idrottare inom modern femkamp.
Marosi tog OS-brons i herrarnas moderna femkamp. i samband med de olympiska tävlingarna i modern femkamp 2012 i London. Vid olympiska sommarspelen 2016 i Rio de Janeiro slutade han på 12:e plats i herrarnas moderna femkamp. 
Vid olympiska sommarspelen 2020 i Tokyo slutade Marosi på sjätte plats i modern femkamp.